# Acamptus echinus
Espèce
Acamptus echinus est une espèce d'insectes de la famille des Curculionidae. Elle se rencontre en Amérique du Nord.

## Description
Dans sa publication de 1892, Casey indique que le spécimen en sa possession mesure 4,3 mm de long pour 1,65 mm de large.

## Systématique
L'espèce Acamptus echinus est décrite en 1892 par l'entomologiste américain Thomas Lincoln Casey (1857-1925),.

### Publication originale
- (en) Thos L. Casey, « Coleopterlogical Notices. IV », Annals of the New York Academy of Sciences, New York, Wiley-Blackwell et New York Academy of Sciences, vol. 6, no 1,‎ décembre 1892, p. 359–712 (ISSN 0077-8923 et 1749-6632, OCLC 1306678, DOI 10.1111/J.1749-6632.1892.TB55408.X, lire en ligne).